# Гопкінс (Міннесота)
Гопкінс (англ. Hopkins) — місто (англ. city) в США, в окрузі Ганнепін штату Міннесота. Населення — 19 079 осіб (2020).

## Географія
Гопкінс розташований за координатами 44°55′30″ пн. ш. 93°24′17″ зх. д. / 44.92500° пн. ш. 93.40472° зх. д. (44.925056, -93.404788).  За даними Бюро перепису населення США в 2010 році місто мало площу 10,65 км², з яких 10,57 км² — суходіл та 0,08 км² — водойми.

## Демографія
Згідно з переписом 2010 року, у місті мешкала 17 591 особа в 8366 домогосподарствах у складі 3975 родин. Густота населення становила 1652 особи/км².  Було 8987 помешкань (844/км²).
Расовий склад населення:
| - 70,4 % — білих - 13,5 % — чорних або афроамериканців - 8,5 % — азіатів - 0,6 % — корінних американців - 3,4 % — осіб інших рас |

До двох чи більше рас належало 3,6 %. Частка іспаномовних становила 7,9 % від усіх жителів.
За віковим діапазоном населення розподілялося таким чином: 21,1 % — особи молодші 18 років, 66,3 % — особи у віці 18—64 років, 12,6 % — особи у віці 65 років та старші. Медіана віку мешканця становила 34,4 року. На 100 осіб жіночої статі у місті припадало 91,0 чоловіків;  на 100 жінок у віці від 18 років та старших — 88,2 чоловіків також старших 18 років.
Середній дохід на одне домашнє господарство  становив 69 860 доларів США (медіана — 50 252), а середній дохід на одну сім'ю — 85 212 долари (медіана — 63 924). Медіана доходів становила 52 066 доларів для чоловіків та 44 082 долари для жінок. За межею бідності перебувало 15,1 % осіб, у тому числі 26,4 % дітей у віці до 18 років та 6,8 % осіб у віці 65 років та старших.
Цивільне працевлаштоване населення становило 9578 осіб. Основні галузі зайнятості: освіта, охорона здоров'я та соціальна допомога — 22,5 %, науковці, спеціалісти, менеджери — 19,0 %, роздрібна торгівля — 11,8 %, виробництво — 10,2 %.